# Progresivní daň
Progresivní daňový systém, označovaný také jako progresivní daň, je daňový systém, ve kterém obyvatelé s vyššími příjmy odvádí státu na dani větší procento ze svých příjmů. Například v progresivním daňovém systému může být sazba daně pro lidi s příjmem do 50 000 korun rovna 10 %, zatímco pro lidi s příjmem nad 50 000 korun může být sazba daně 30 %. Tento systém také částečně přesouvá peníze od obyvatel s vysokým platem k lidem s platem nižším. Tento pojem v sobě zahrnuje jak vyšší daňové sazby, které určují procento daně z příjmu, tak slevy na daních a další prostředky snižující intenzitu daňového zatížení nízkopříjmových obyvatel. Jedná se o klíčový prvek daňového systému v mnoha zemích po celém světě.
Opakem progresivní daně je regresivní daň.

## Progresivní daň z příjmu

### Mezní daňová sazba z příjmu
Základním prostředkem progresivního daňového systému jsou zvyšující se daňové sazby s rostoucím příjmem, kde příjem obyvatele je rozdělen do několika na sebe navazujících daňových pásem.
Progresivní daňový systém Spojených států může být příkladem. Příjem občana je zde rozdělen až do sedmi daňových pásem, přičemž v každém z nich platí jinou daňovou sazbu. Maximálně však může platit 37 % z každého následujícího vydělaného dolaru. Jinak řečeno, mezní daňová sazba dosahuje v nejvyšším pásmu hodnoty 37 %.
Například pokud roční plat je 32 000 USD, daňové sazby jsou 10 % mezi 0 a 9 875 USD a 12 % mezi 9 875 a 40 125 USD, takže občan zaplatí 10 % z prvních 9 875 USD a 12 % ze zbylých 22 125 USD. Tento příklad také poukazuje na rozdíl mezi mezní a průměrnou daňovou sazbou. Mezní daňová sazba se zde vztahuje na následující vydělaný dolar, zatímco průměrná, neboli také efektivní daňová sazba, určuje poměr mezi odvedenými daněmi a celkovým příjmem.
V České republice jsou dvě daňová pásma: 15 % a 23 %. Pokud má fyzická osoba celoroční příjem do výše 48násobku průměrné mzdy, pak se její příjem zdaní pouze 15 %. Jakmile ale celkový příjem překročí tuto hranici, pak je vše nad limit zdaněno 23 %.

### Odpočty z daní
Významnou roli v progresivním daňovém systému hrají také odčitatelné položky, slevy na poplatníka a další prostředky podporující nízkopříjmové obyvatele. Sleva na dani určuje částku, která se vám po vyplnění daňového přiznání vrátí. Příkladem může být sleva na poplatníka, na dítě, či školkovné. Odečitatelné položky snižují zdanitelnou část příjmu. Dary, hypotéky, životní či penzijní spoření patří mezi takovéto položky. Konkrétní podoba odečitatelných položek je vyhledatelná v § 34 zákona o dani z přijmu. Především slevy na dani uvedeny v § 35 zákona o dani z přijmu pak ještě více podporují progresivní daňový systém, jelikož průměrná daňová sazba se snižuje u nízkopříjmových obyvatel výrazněji.

### Důvody zavedení

#### Udržitelnost rozpočtu
Významným důvodem pro zavedení byla potřeba států naplnit veřejný rozpočet po I. a II. světové válce. Zavedením progresivního zdanění, které mělo vyrovnat rozdíly v příjmech mezi bohatými a chudými, se tehdejší zákonodárci také pokusili dosáhnout daňové spravedlnosti.
Aby byl daňový systém považován za udržitelný, je nezbytné, aby příjmy z daní rostly stejným tempem jako náklady na financování veřejných služeb. Tento růst by měl být dlouhodobě udržitelný a měl by odpovídat tempu růstu ekonomiky. K dosažení tohoto cíle musí být daně, které tvoří daný daňový systém, navrženy tak, aby byly připraveny na jakékoli široké ekonomické změny, které by mohly ovlivnit daňovou základnu.

#### Nerovnoměrný růst příjmů
Žádný jiný ekonomický trend není pro daně z příjmu důležitější než obrovský a nerovnoměrný růst příjmů, který charakterizoval poslední tři desetiletí. Podle některých odhadů se průměrný příjem nejbohatšího 1 % amerických domácností mezi lety 1979 a 2007 zvýšil o 281 %, zatímco průměrný příjem nejchudších 20 % domácností vzrostl pouze o 16 %. V této souvislosti je progresivní daň z příjmu nezbytná, aby snížila rostoucí nerovnost ve společnosti. Tím, že se daň zaměří na bohatší jednotlivce, kteří zažívají rychlý růst příjmu, mohou státy generovat udržitelnější příjmový tok, který odpovídá nákladům na poskytování veřejných služeb.

## Typy progresivního zdanění[7]

### Stupňovitá progrese
Při tomto typu se úroveň daňové sazby rozděluje podle příslušného daňového pásma. Tuto sazbu následně aplikujeme pro celý základ daně. Nevýhodou tohoto typu progrese je, že při zvýšení základu daně může dojít ke snížení absolutního disponibilního příjmu (vyděláme více, ale zůstane nám méně). V praxi se s tímto typem většinově nesetkáme.

#### Příklad
Při základu daně do 15 000 je úroveň daňové sazby rovna 10%, při překročení je rovna 20%. Pokud má daňový poplatník základ daně roven 15 000 korun, jeho disponibilní příjem je roven 13 500, neboť daňová sazba je rovna 10% (Daň rovna 1 500). Pokud však přesáhne tuto částku třeba na 16 000 korun, jeho disponibilní příjem je nyní pouze 12 800 korun, daňová sazba rovna 20% (Daň rovna 3200).

### Klouzavá progrese
Tento typ progrese umožňuje zdanit vyšší sazbou pouze ten základ daně, který převyšuje určitou hranici. Na rozdíl od předchozího typu nemůže dojít při zvýšení základu daně ke snížení absolutního disponibilního důchodu.

#### Příklad
Při stejném zadání jako v minulém příkladě, daňový poplatník se základem daně 15 000 korun zaplatí stejnou částku jako při stupňovité progresi, což je 1 000 korun a jeho disponibilní důchod je stále roven 13 500. Pokud se však zvýší základ daně na 16 000, daňovou sazbu 10% aplikujeme pouze na částku 15 000, zbylou částku základu daně (1 000) zdaníme vyšší daňovou sazbou 20%. Disponibilní důchod je tedy roven 14 300 (15000*0.9+1000*0.8). Nedošlo tedy ke snížení disponibilního důchodu jako v minulém příkladu.

## Ekonomické dopady

### Pozitivní následky

#### Snížení daňové zátěže obyvatel s nízkými příjmy

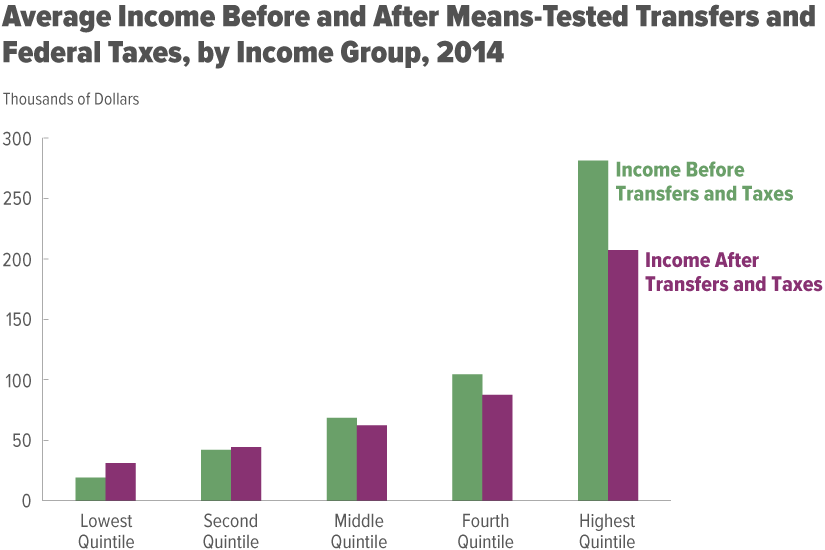
Příjem před a po zdanění a transferech rozdělený dle výše příjmu

Jelikož progresivní daňový systém zahrnuje i transfery, odpočty z daní a další prostředky snižující daňovou zátěž nízkopříjmových obyvatel, je příjem méně bohatých obyvatel často vyšší než příjem před zdaněním. Pouze při pohledu na rozdíl mezi průměrnou federální daní v USA v roce 2020, můžeme vidět výrazně stoupající procento odvedených daní s rostoucím příjmem, kdy rozdíl mezi spodní a horním kvantilem je až desetinásobný.

#### Nižší příjmová nerovnost
Zavedení progresivní daně z příjmu zároveň snižuje pozorovatelnou příjmovou nerovnost. Důkazem může být i změna Giniho koeficientu, který zobrazuje rozdělení příjmu mezi obyvatele. U států, které zavedly progresivním zdanění příjmu, došlo k výraznějšímu snížení koeficientu než u států s rovnou daní. Příjmy z daní mohou být následně přerozdělovány mezi obyvatele s nízkými příjmy, což může výrazně zvýšit jejich životní úroveň. Ovšem, reálná změna nerovnosti je těžce pozorovatelná, jelikož například s vyšším bohatstvím nízkopříjmových obyvatel roste i spotřeba v obchodech vlastněných právě lidmi z vyšších příjmových skupin a to může následně vést k zvýšení nerovnosti.

#### Vyšší příjmy z daní
Vyšší zdanění bohatých by mělo zároveň zvednout celkový příjem z daní. Konkrétním případem může být návrh americké senátorky Elizabeth Warrenové, která prosazuje takzvanou „wealth tax“. Tato daň progresivně zdaňuje majetek velmi bohatých lidí. Odhadované příjmy z této daně jsou 2–3 biliony USD za dobu deseti let. Zároveň je ale nutno podotknout, že následkem takového zdanění by mohly být i nižší investice a ekonomický růst, a proto již spousta evropských zemí po pár letech od zavedení tohoto způsobu odvodu peněz z účtů nejbohatších lidí odstoupila.

#### Ekonomický růst
Díky progresivní dani z příjmu mohou daňoví poplatníci s nízkými a středními příjmy platit méně daní. U těchto poplatníků s omezenými finančními prostředky je pravděpodobnější, že peníze utratí a podpoří ekonomický růst. Udržitelný tok příjmů z progresivního zdanění umožní zvýšení kvality fungování státní služby, které jsou klíčové pro hospodářský růst, jako je vzdělání, veřejná bezpečnost, soudy a dopravní infrastruktura. 

### Negativní následky

#### Nerovnoměrné zvýšení životní úrovně chudých
Ačkoliv progresivní systém snižuje mezeru mezi příjmy chudých a bohatých, nemusí zvýhodňovat všechny chudé. Naopak, spousta z nich jsou právě po zavedení progresivních opatření chudší než byla předtím. Důkazem může být i fakt, že v Brazílii po zavedení progresivních fiskálních opatření až 40 % chudých stále platilo více na daních než na transferech od vlády.

#### Demotivační faktor
Progresivní daně odrazují lidi od vyšších výkonů v práci, za které by dostávali vyšší plat, jelikož s rostoucími daňovými sazbami je jejich procento platu odváděné státu vyšší. Tento faktor může zapříčinit nižší počet odpracovaných hodin, který negativně ovlivňuje ekonomický růst v zemi.

#### Emigrace
Globalizovaný svět umožňuje lidem jednoduše cestovat mezi zeměmi a jelikož daňová sazba je ve většině států jiná, vyšší daň na bohaté obyvatele může působit jako negativní podnět zemi opustit a přestěhovat se do země s nižšími daněmi. Velmi podobný fenomén je nazýván „odliv mozků“, kdy nadaní lidé s vysokými příjmy opustí zemi kvůli lepším příležitostem v zahraničí, jako tomu bylo například v 60. letech, kdy spoustu Evropanů emigrovala do USA za lepšími podmínkami a menšími daněmi. Negativním důsledkem odlivu mozků i je ztráta vysoce kvalifikovaných pracovníků, s čímž souvisí i nižší míra inovací, vědy a výzkumu, či nižší státní příjmy.

#### Daňové úniky
Vyšší daně způsobují vyšší úniky na daních. Původní úmysl vlády, zvýšení státních příjmů, může mít paradoxně při zavedení vyšších daní opačný dopad. Příkladem může být obchod mezi Hongkongem a Čínou, kdy po zvýšení daní v Číně exportéři z Hongkongu do Číny výrazně snížili ohlašování hodnoty importu, čímž se vyhýbali zvýšené dani. Zároveň studie ukázala, že zvýšení daňové sazby o 1 % vedlo k 3% růstu úniku na dani. Dalším důkazem, který nepřímo dokládá, že vyšší daň působí jako motivace pro obyvatele a společnosti zemi opustit, je fakt, že společnosti ze Spojených států drží 2,1 bilionu USD v zahraničí, především v daňových rájích, kde jejich příjmy podléhají velmi nízké, nebo dokonce žádné dani.

## Spravedlnost
Spravedlnost daňového systému státu je v podstatě určena dvěma faktory: směsí různých daní, které stát vybírá, a konkrétní implementací každé z těchto daní. Většina daní, které státy obvykle vybírají, jsou regresivní, což znamená, že daňoví poplatníci s nižším a středním příjmem musí věnovat větší podíl svých příjmů na placení těchto daní než daňoví poplatníci s vyšším příjmem. Spotřební daně splňují tuto charakteristiku, protože spotřeba tvoří mnohem větší podíl příjmu pro chudé a střední třídu. To platí i pro majetkové daně, protože domy a vozidla jsou obvykle jedinými druhy majetku, které jsou zdaněny, a jedinými druhy majetku, které obvykle vlastní jednotlivci a rodiny v dolní polovině rozdělení příjmů. 
Osobní daň z příjmu je jediným hlavním zdrojem příjmů, který státy mají k dispozici a který může významně snížit nespravedlnost spotřebních a majetkových daní. Daň z příjmu, protože je přímo propojena s něčí schopností platit, je nejprogresivnější daní, kterou státy vybírají. Vzhledem k tomu, jak moc státy závisí na regresivních formách zdanění, progresivní daň z příjmu sama o sobě není dostatečným prostředkem k dosažení celkově progresivního daňového systému. Postupná daňová sazba, která aplikuje nižší daňové sazby na rodiny s nižšími příjmy, a použití refundovatelných daňových kreditů k vyrovnání dopadu ostatních regresivních daní, jsou zásadní strategie pro dosažení alespoň základní daňové spravedlnosti. Dokonce i státy jako Kalifornie a Vermont s velmi progresivními daněmi z příjmu dosahují pouze základní rovnosti daňového systému, když se vezmou v úvahu ostatní daně, které stát vybírá.

## Historie progresivní daně

### Starověké Řecko
První příklad progresivní daně můžeme nalézt ve starověkých Aténách (596 př. n. l.) za vlády Solóna. Populace byla rozdělena do 4 tříd podle velikosti majetku či příjmů. Namísto různé daňové sazby měla každá třída rozdílnou část ocenitelné části majetku. Nejnižší třída byla od daně zcela osvobozena a druhá nejchudší platila daň pouze z pěti devítin majetku, třetí z pěti šestin hodnoty a nejbohatší platila z celého majetku. Daň byla tedy odstupňovaná. Za vlády archóna Nausinicuse (380 př. n. l.) byla zavedena progresivní příjmová daň, každá třída platila jiná procenta v závislosti na velikosti příjmu.

### Starověký Řím
Přímé zdanění v této říši hrálo velmi malou roli a neexistují žádné příklady zavedení progresivní daně.

### Středověk
Během středověku se s rozvojem přímých daní objevilo mnoho příkladů progresivního zdanění. To bylo převážně způsobeno vzestupem demokratických hodnot. Není tedy překvapivé, že hlavní středověké progresivní daně vznikly a prosperovaly ve městech a obcích, kde byl demokratický duch nejsilnější. Na úrovní států se objevovaly některé izolované příklady progresivních daňových sazeb, které byly převážně založeny na sociální třídě nebo kategorizovaných poplatcích založených na principu solidarity, kde bohatší jednotlivci platili vyšší částky. Ve Francii se výše daně odvíjela od počtu členů domácnosti, ale výše za osobu se lišila například mezi rolníkem a měšťanem. Často ovšem docházelo ke zneužití tohoto principu a chudí platili více než bohatí.

## Měření progrese daně
Jedním z měřítek, jež lze využít, je Musgrave-Thin index {\displaystyle M}, který využívá Giniho koeficient před zdaněním {\displaystyle G^{a}} a Giniho koeficient po zdanění {\displaystyle G^{b}}. Index je definován jako: {\displaystyle M={1-G^{a} \over 1-G^{b}}}
- {\displaystyle M>1} indikuje progresivní systém zdanění.
- {\displaystyle M=1} indikuje úměrný systém zdanění.
- {\displaystyle 0<M<1} indikuje regresivní systém zdanění.

Index M není ovlivněn pouze rozdělením daňového zatížení mezi poplatníky, ale také celkovou průměrnou daňovou sazbou. V obecnosti platí, že vyšší hodnota indexu M indikuje větší míru progresivity a naopak.
V roce 2016 byl koeficient pro Českou republiku roven 1,043, tedy míra zdanění v ČR byla mírně progresivní.

## Progresivní daň podle zemí

### Belgie
V Belgii je pro rok 2022 jednotlivec s příjmem do 13 870 EUR zatížen daní ve výši 25 %. Dále 40 % s příjmem v rozmezí 13 870 a 24 480 EUR a 45 % s příjmem mezi 24 480 a 42 370 EUR. Největší daňová zátěž rovná 50 % je pro fyzické osoby s příjmem nad 42 370 EUR.

### Česko

#### Solidární daň
V České republice se od roku 2013 do roku 2021 odváděla takzvaná solidární daň. Tato progresivní daň byla zavedena jako reakce na ekonomickou krizi, její výše je 7 % a odvádějí jí obyvatelé s ročním příjmem vyšším než 48násobek průměrného hrubého měsíčního příjmu. Tento roční limit byl v roce 2020 1 672 080 korun. V přepočtu na měsíční příjem se jednalo o částku 139 340 korun. Do tohoto příjmu se počítaly i prémie či odstupné. Nutno podotknout, že i přesto, že příjem zaměstnance v jednom měsíci přesáhl již zmiňovanou částku 139 340 korun, ale celkový roční příjem zůstal pod hranicí 1 672 080 korun, příjem zaměstnance solidární dani nepodléhal.

#### 23% progresivní daň
V roce 2021 byla solidární daň nahrazena 23% progresivní daní. Tato daňová sazba se týká příjmu vyšších než 48násobek průměrného měsíčního platu. Tento limit v roce 2021 činí 1 701 168 korun. Do tohoto limitu se příjem daní pod 15% sazbou. Je nutné podotknout, že ačkoliv se může tento systém zdát progresivní, není tomu úplně tak, jelikož maximální vyměřovací základ pro sociální pojištění je právě 48násobek průměrného měsíčního platu, nad tento limit už z platu sociální pojištění není strháváno. V roce 2022 byl tento limit 1 867 728 Kč. Pro rok 2023 je stanoven tento limit na 1 935 552 Kč.

### Egypt
V Egyptě jednotlivec s příjmem do 15 000 EGP má daň rovnou 0 %. Při příjmu mezi 15 000 a 30 000 EGP je daněn 2,5 %, mezi 30 000 a 45 000 EGP je daň navýšena na 10 %. Mezi 45 000 a 60 000 EGP je daň rovna 15 %. Mezi 60 000 a 200 000 EGP se daň navyšuje na 20 %. Dále mezi 200 000 a 400 000 EGP je daň 22,5 % a při příjmu vyšším než 400 000 EGP je daň nejvyšší a rovna 25 %.

### Chorvatsko
V Chorvatsku je jednotlivec s příjmem do 36 000 HRK zatížen daní 20 %. Po překročení tohoto příjmu je fyzická osoba daněna 30 %.

### Indie
V Indii je příjem do 250 000 INR daněn 0 %. Při příjmu mezi 250 000 a 500 000 INR je daň rovna 5 %, mezi 500 000 a 1 000 000 INR je daň rovna 20 %. Fyzická osoba je daněna nejvyšší sazbou rovnou 30 % při příjmu nad 1 000 000 INR.

### Irák
V Iráku je příjem do 250 000 IQD daněn 3 %. Příjem mezi 250 000 a 500 000 IQD je daněn 5 %. Příjem mezi 500 000 a 1 000 000 IQD je daněn 10 %. Fyzická osoba je daněna nejvyšší sazbou rovnou 15 % při příjmu nad 1 000 000 IQD.

### Itálie
V Itálii je příjem do 15 000 EUR daněn 23 %. Příjem mezi 15 000 a 28 000 EUR je daněn 25 %. Příjem mezi 28 000 a 50 000 EUR je daněn 35 %. Fyzická osoba je daněna nejvyšší sazbou rovnou 43 % při příjmu nad 55 000 EUR.

### Izrael
V Izraeli je v roce 2022 příjem do 77 400 ILS daněn 10 %. Příjem mezi 77 400 a 110 880 ILS je daněn 14 %. Příjem mezi 110 880 a 178 080 ILS je daněn 20 %. Příjem mezi 178 080 a 247 440 ILS je daněn 31 %. Příjem mezi 247 440 a 514 920 ILS je daněn 35 %. Příjem mezi 514 920 a 663 240 ILS je daněn 47 %. Fyzická osoba je daněna nejvyšší sazbou rovnou 50 % při příjmu nad 663 240 ILS.

### Jihoafrická republika
V Jihoafrické republice je příjem do 226 000 ZAR daněn 18 %. Příjem mezi 226 000 a 353 100 ZAR je daněn 26 %. Příjem mezi 353 100 a 488 700 ZAR je daněn 31 %. Příjem mezi 488 700 a 641 400 ZAR je daněn 36 %. Příjem mezi 641 400 a 817 600 ZAR je daněn 39 %. Příjem mezi 817 600 a 1 731 600 ZAR je daněn 41 %. Fyzická osoba je daněna nejvyšší sazbou rovnou 45 % při příjmu nad 1 731 600 ZAR.

### Kanada
V Kanadě je pro rok 2021 jednotlivec daněn 15 % při příjmu do 49 020 CAD, 20,5 % při příjmu mezi 49 020 a 98 040 CAD, 26 % v rozmezí 98 040 a 151 978 CAD, 29 % při příjmu mezi 151 978 a 216 511 CAD a největší daňová zátěž rovná 33 % je pro fyzické osoby s příjmem nad 216 511 CAD.

### Německo
V Německu je následující daň z příjmu fyzických osob pro rok 2021. Zdanění je rozdílné pro manželské páry a pro jednotlivce, kteří žijí sami. Pro osoby žijící v manželství je daň rovna 0 % s příjmem do 19 488 EUR, pro ostatní je daň rovna 0 % s příjmem do 9 744 EUR. Daň 14–42 % je pro manželské páry s příjmem mezi 19 488 a 115 836 EUR, pro ostatní s příjmem mezi 9 744 a 57 918 EUR. Dále je daň rovna 42 % pro manželské páry s příjmem mezi 115 836 a 549 224 EUR, pro ostatní s příjmem mezi 57 918 a 274 612 EUR. Nejvyšší daň rovna 45 % je v Německu pro manželské páry s příjmem nad 549 224 EUR a pro ostatní s příjmem nad 274 612 EUR.

### Nový Zéland
Na Novém Zélandu je příjem do 14 000 NZD daněn 10,5 %. Příjem mezi 14 000 a 48 000 NZD je daněn 17,5 %. Příjem mezi 48 000 a 70 000 NZD je daněn 30 %. Příjem mezi 70 000 a 180 000 NZD je daněn 33 %. Fyzická osoba je daněna nejvyšší sazbou rovnou 39 % při příjmu nad 180 000 NZD.

### Portugalsko
V Portugalsku je příjem do 7 112 EUR daněn 14,5 %. Příjem mezi 7 112 a 10 732 EUR je daněn 23 %. Příjem mezi 10 732 a 20 322 EUR je daněn 28,5 %. Příjem mezi 20 322 a 25 075 EUR je daněn 35 %. Příjem mezi 25 075 a 36 967 EUR je daněn 37 %. Příjem mezi 36 967 a 80 882 je daněn 45 %. Fyzická osoba je daněna nejvyšší sazbou rovnou 48 % při příjmu nad 80 882 EUR.

### Řecko
V Řecku je prvních 10 000 EUR daněno sazbou 9 %. Dalších 10 000 EUR je daněno sazbou 22 %. Dalších 10 000 EUR podléhá dani 28 %. Dalších 10 000 EUR je daněno sazbou 36 %. Při příjmu nad 40 000 EUR je jednotlivec zatížen nejvyšší daní rovnou 44 %.

### Slovinsko
Ve Slovinsku je pro rok 2021 příjem do 8 500 EUR daněn 16 %. Příjem mezi 8 500 a 25 000 EUR je daněn 26 %. Příjem mezi 25 000 a 50 000 EUR je daněn 33 %. Příjem mezi 50 000 a 72 000 EUR je daněn 39 %. Fyzická osoba je daněna nejvyšší sazbou rovnou 50 % při příjmu nad 72 000 EUR.

### Spojené státy americké

Nejvyšší mezní daňová sazba z příjmu v USA

Jak již bylo zmíněno, Spojené státy americké jsou výborným příkladem progresivní daně z příjmu, která v USA tvoří téměř 50 % z celkového státního příjmu. Příjem obyvatele je zde rozdělen do několika skupin, kdy každá část platu podléhá jiné daňové sazbě. Minimální sazba činí v roce 2020 10 % pro prvních vydělaných 9 875 USD a roste až k 37 % pro příjem vyšší než 518 401 USD. Zajímavostí může být, že maximální daňová sazba pro obyvatele s vysokými příjmy byla po druhé světové válce v USA až 91 %, ovšem během 60. a 80. let se výrazně snížila, především kvůli politice Ronalda Reagana, který v letech 1981 a 1986 snížil nejvyšší mezní daňovou sazbu z 70 % na pouhých 28 %. Nutno říci, že daň z příjmu není v USA jediným příkladem progresivního zdanění. V platnosti je zde i například majetková či dědická daň, které značně znevýhodňují bohaté obyvatele. Pokud ovšem zohledníme další daně, jako například daň z prodeje či sociální a zdravotní pojištění, progresivita celkového daňového systému se výrazně sníží.